# Wenshan (Taipéi)

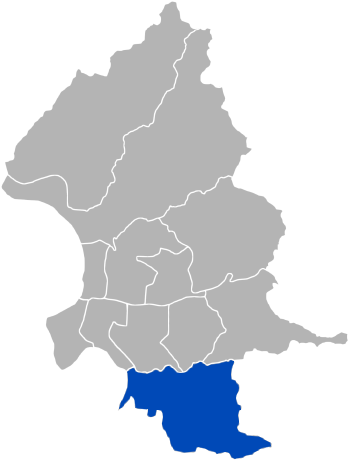
Localización el distrito de Wenshan.

El distrito de Wenshan es parte del área metropolitana de Taipéi. Se localiza al sur del centro de la ciudad y es fácilmente accesible por las líneas de bus o el metro (MRT). El distrito Wenshan está compuesto principalmente por áreas residenciales. Dentro de Wenshan también tiene la Universidad Nacional Cheng Chi (Cheng Chi National University, NCCU) que es conocida por ser la segunda mejor universidad de Taiwán y por tener gran cantidad de estudiantes extranjeros.